# NTT中継回線

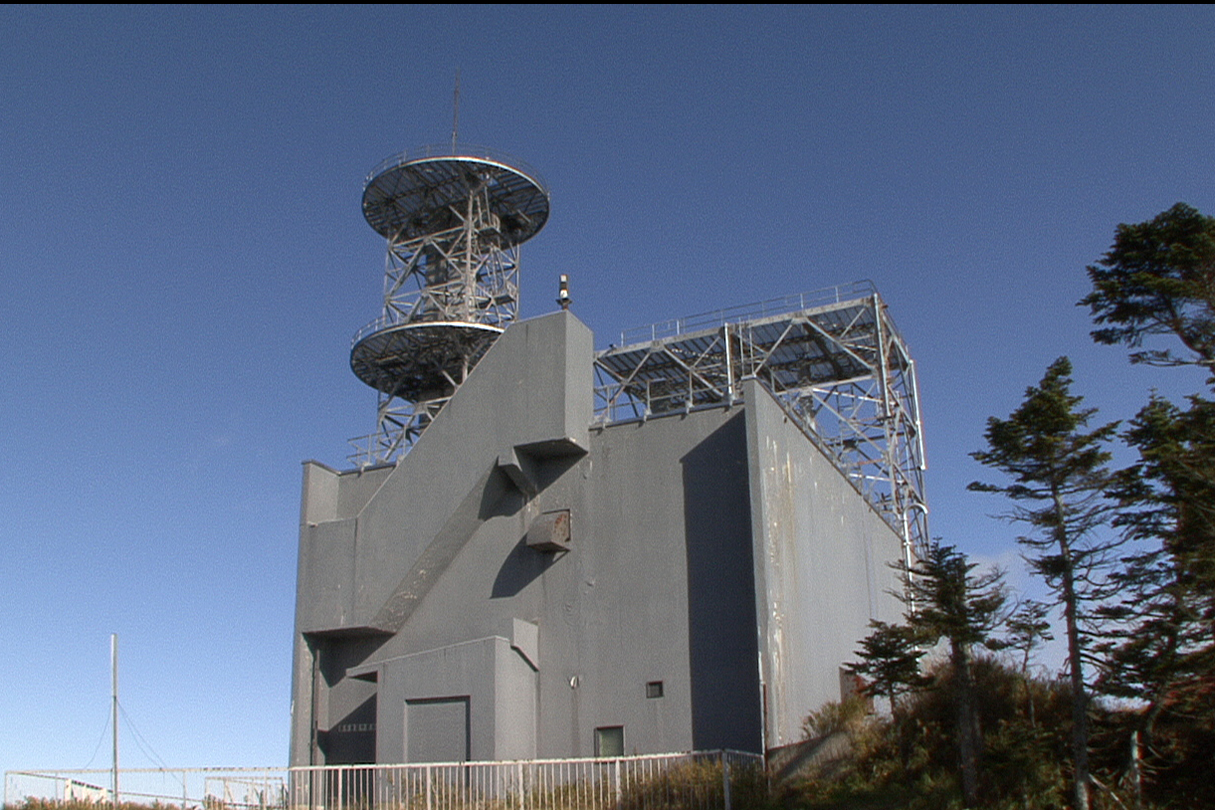
横手山に設置された、NTT無線中継所。（2009年10月撮影）マイクロ波の運用が終了後、空中線が撤去される。2017年に建屋と鉄塔が撤去された

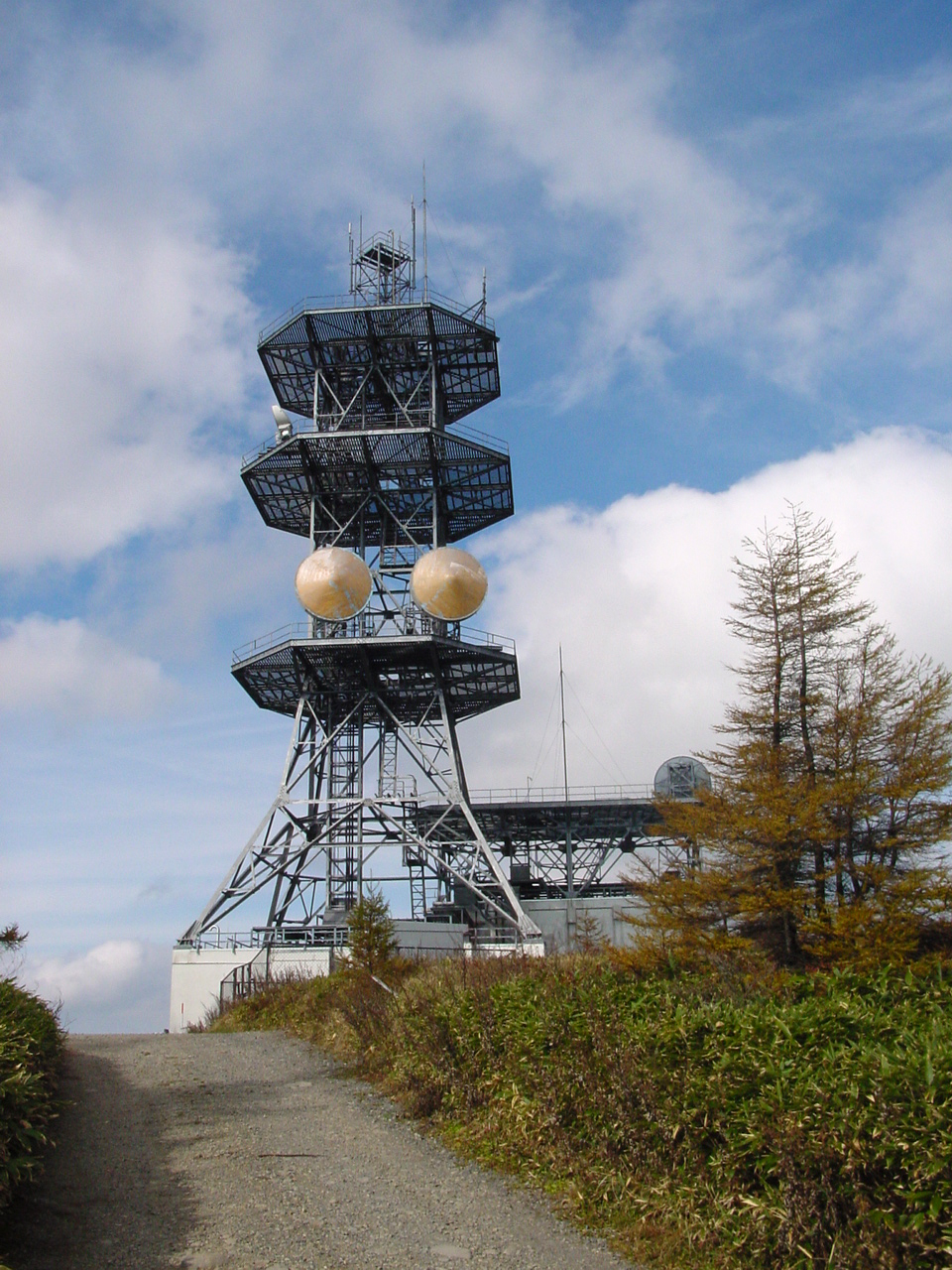
2005年当時の美ヶ原NTT無線中継所

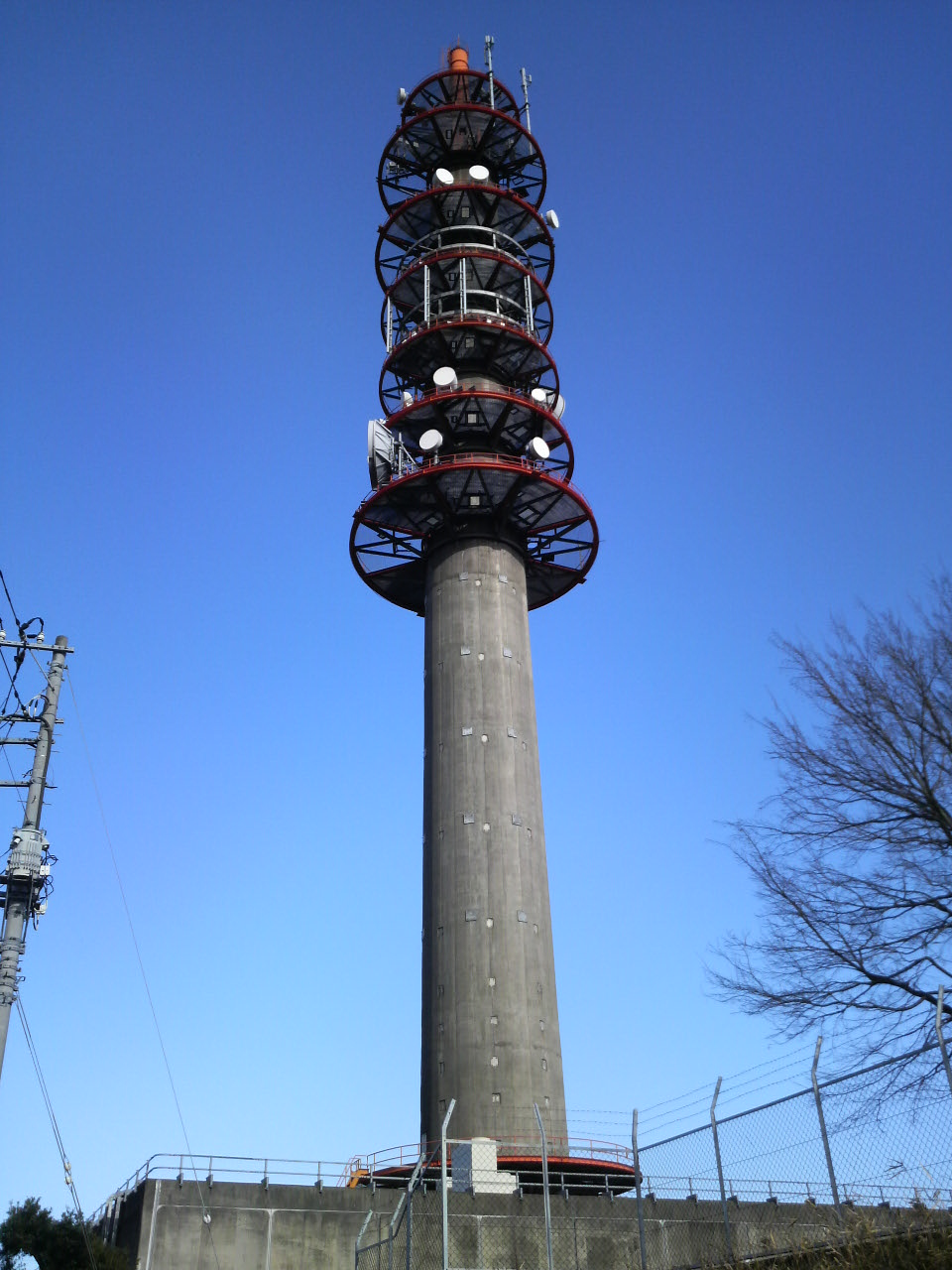
NTT仏向無線中継所（横浜市保土ケ谷区）

NTT中継回線（NTTちゅうけいかいせん）は、NTTドコモビジネス（旧・NTTコミュニケーションズ）が所有・管理・運用している電気通信のための専用線である。本専用線は、同社の前身の事業体であるNTT（旧・日本電信電話）および日本電信電話公社（電電公社）によって敷設された。
この項では特にテレビジョン放送局同士を結ぶ映像（動画）・音声・データの伝送・中継専用回線について述べる。

## 概要

### 技術
NTT中継回線は、テレビの全国ネットワークを構成している。回線を通じ、番組全体や、番組の一部となる素材等をやり取りする。伝送ルート的には地上回線と衛星回線に大別され、用途的には固定回線と臨時回線に大別される。
主力は地上回線の固定回線（いわゆる「ネット線」）である。ネット線には方向別に送出元の局（キー局）がそれを受ける系列局（ローカル局）に番組を送る「下り線」と、ローカル局がキー局に番組素材（ニュース番組の現場取材VTR等）を提供する「上り線」がある。
臨時回線は、地方局同士の番組素材伝送など、必要に応じて使用されるものである。
かつてその主幹部はマイクロ波を用いた無線中継伝送により、日本列島を縦貫するように結ばれていた（詳細は後述）が、地上デジタル放送などへの対応から、地上回線については、より回線容量の大きい光ファイバー伝送に移行された。
在京キー局同士が報道用の映像素材を交換するような用途では利用されない。

### 沿革
NTT中継回線は、テレビ放送の普及に合わせて日本全国に拡大された。
日本でテレビ放送が始まった1953年（昭和28年）には、NHKが東京-名古屋-大阪間のマイクロ回線を建設して運用していたが、翌1954年（昭和29年）からは、放送局間の映像伝送や、市外電話の伝送に使うマイクロ回線は、日本電信電話公社（電電公社）が建設・運用することとなった。
マイクロ波テレビ中継回線の運用開始当初は、映像と音声を別々の回線で伝送していた。マイクロ回線で伝送していたのは、映像のみであった。音声は、ほとんどの地域で有線の中継線を使用し、一部地域（津軽海峡など）で電話用マイクロ波回線を使用して地方の放送局へ伝送していた。当時の技術では、映像と音声を同じマイクロ波に重畳した場合、映像の乱れが避けられなかった。1971年（昭和46年）に映像と音声を同時にマイクロ波テレビ中継回線で伝送する形となった。
1958年（昭和33年）当時、マイクロ1回線（1波）あたりで、白黒テレビ映像1回線、または市外電話回線最大480回線を伝送しており、光ファイバーが敷設されるまでの間、マイクロ波通信回線は重要な役割を占めていた。当時はマイクロ波回線が少なく、東京-札幌間は4回線（うちテレビ2回線、予備線1回線）、東京-大阪間は6回線（うちテレビ2回線、予備線1回線）、大阪-鹿児島間は3回線（うちテレビ1回線、予備線1回線）にとどまっていた。昼間は電話回線として運用し、電話が少なくなる夜間はテレビ中継回線に切り替えて運用する回線もあった（東京-大阪間）。
地方に民放テレビ第二局が開局した1960年（昭和35年）頃は、NHK（現在の総合テレビ、当時教育テレビは未開局）と、地方で最初に開局した民放局が中継回線の本線で映像を受け、二番目以降に開局した民放局（後発局）は予備線で映像を受けていた。当時は機器の信頼性が低く故障が頻発しており、マイクロ波電話回線や本線が故障した際は予備線が充てられるため、予備線を後発局の映像伝送に使用できなくなり、後発局の放送中断（特に昼間）が頻発していた。また、映像と音声を別の回線で伝送していたため、回線の故障により、映像と異なる音声が伝送されたり、音声が伝送されないこともあった。
黎明期は手動で回線を切り替えていたが、東京に民放キー局が4局開局した直後は、地方の民放局はまだ1つの放送エリアあたり1〜2局にとどまり、クロスネットがほとんどで、回線切替業務が複雑となっていた。切替ミスや、生放送の時間が予定より延びたことによって番組やCMが最後まで流れなかったり、最初が切れたりする放送事故が頻発し、民放の場合は営業的な損失に直結するため、1963年（昭和38年）の電電テレビ中継センターの設置により、切替が自動化された。
アナログ伝送の時代は、NTTマイクロ波中継回線を使って番組を送受信する際に、若干の画質の劣化が生じていた。特に発局から遠ければ遠い局（例：東京→福岡）ほど、その差が出ていた。前述のように2006年（平成18年）6月5日からデジタル回線へ移行したことにより、民放キー局の番組もこの現象が無くなった。
現にNHKも、過去にアナログ回線を使用中に同じ現象が発生していたが、現在は光ファイバーによるデジタル回線に移行され、全国で同じ画質および音声になっている。

#### 年表
- 1949年（昭和24年）7月 - 設計開始。
- 1950年（昭和25年）
  - 3月 - 銀座三越屋上からNHK東京放送会館までの1.5キロで中継に成功。
  - 11月 - 出力50 mWで同社研究所から箱根二子山までの72キロで実験。
- 1951年（昭和26年）
  - 7月 - 東芝との共同研究を開始。
  - 11月 - 東京 - 二子山 - 牧之原 - 大山の区間において伝搬実験を行い、中継局の位置を確定。
- 1952年（昭和27年）
  - 8月 - 大山 - 名古屋 - 霊山の伝搬実験。
  - 10月 - 東名阪中継器の工場において、クライストロン発振および進行波増幅管を使用した「通り中継器」の試験を完了。
- 1953年（昭和28年）1月10日 - NHKが建設した東京-大阪間の4 GHz帯マイクロウェーブ中継回線が実験局としての本免許を受け、運用を開始する[注 4][2][3]。
- 1954年（昭和29年）4月15日 - 正力マイクロ波事件の混乱の後、電電公社のマイクロ波により、東京-名古屋-大阪間の2系統が開通。これ以降、日本のマイクロ波中継回線は、電話用およびテレビ中継回線（NHK・民放ともに）のすべてを電電公社が一元的に建設・運用することとなる（各放送局が自社で映像・音声伝送に使用する自営マイクロ回線を除く）。
- 1956年（昭和31年）
  - 3月 - 大阪-広島-福岡間の回線が開通。
  - 10月 - 東京-仙台-札幌間の回線が開通。北海道から福岡まで日本を縦断するテレビネットワークが開通。
- 1958年（昭和33年）12月 - 東京 - 静岡 - 浜松 - 名古屋 - 大阪 - 福井 - 金沢 - 富山 - 薬師（上越市高田）（ ⇔ 新潟（小木ノ城中継局（出雲崎町）経由） - 横手山 （ ⇔ 長野）- 東京を結ぶ、東日本ループ回線開通。
- 1962年（昭和37年）6月10日 - 東日本ループの中で、NHK総合テレビと日本テレビの両下りネット回線が、日本海側を通る東京 - 北陸 - 大阪間で高規格化し、カラーテレビ伝送の暫定運用が開始（翌月1日から正式開始）。[4][5]
- 1963年（昭和38年）
  - 6月 - 鹿児島→名瀬（奄美大島）のNHK総合テレビの回線が開通（同月10日放送開始。教育テレビも後に整備され、同年11月1日に開局。共にモノクロ）。[6]
  - 11月 - 電電テレビ中継センター（TRC、現・NTTコミュニケーションズ東京テレビジョンリレーセンター）が東京都港区赤坂に完成、NHKおよび民放の中継回線の切替業務を行う。電算機による回線自動切替が可能となった。以前は港区麻布の電電公社東京統制無線中継所で行っていたが、テレビ中継回線増大により手狭になり、自動化設備の導入が困難であったことと、東京オリンピックに備えるため、およびカラー化対応のため、テレビ中継回線専用施設を建設し移転。
  - 12月1日 - 東日本ループ全域が高規格化され、カラー対応となる。[7][8][9]
- 1964年（昭和39年）
  - 9月 - 北日本ルートである、東京 - 仙台 - 盛岡 - 札幌間を高規格カラー化。同月24日から運用開始。[10][11][12]
  - 10月1日 - 西回りループ（大阪 - 岡山（ → 高松） - 広島 - 山口 - 福岡 - 熊本 - 大分 - 松山 - 高知 - 大阪）を高規格カラー化。[10][11][13]。
- 1966年（昭和41年）3月20日 - 全国のテレビ中継回線が高規格カラー化される（奄美・沖縄を除く）。[14]
- 1968年（昭和43年）5月16日 - 十勝沖地震の影響で、青森県東北町の甲地中継局で無線回線が切れ[注 5][15]、東京キー局・大阪準キー局各局から在札各局への番組配信が出来なくなり[16]、NHK・HBC・STVで放送予定の番組の多くが、東京や大阪からビデオテープで空輸される事態となる。
- 1970年（昭和45年）2月 - 1968年の十勝沖地震による通信途絶に伴い、一方の回線が途絶しても、もう一方から伝送できるようにする為の対策として、東京 - 山梨 - 長野 - 横手山 - 薬師 - 小木ノ城 - 新潟 - 酒田 - 秋田 - 青森 - 札幌 - 登別 - 仁山 - 甲地 - 新山 （ ⇔ 盛岡） - 仙台 - 越河（ ⇔ 福島） - 東京を結ぶ経路、およびその中に仙台 - 山形 - 酒田と甲地 - 平内 - 青森を入れた、北日本（東北）ループ回線が開通。これにより、回線的には東日本ループと完全に分離され[注 6]、中継回線の全国ループ化が完成する。[15][17]
- 1971年（昭和46年）7月 - 全国で映像音声同時伝送方式に移行。映像と音声を同じマイクロ波に重畳して伝送するようになる。
- 1972年（昭和47年）5月15日 - 沖縄返還に伴い、琉球電信電話公社が1964年に日本から沖縄までを結ぶ目的で開通した日琉マイクロ回線をこの回線に統合。それと同時に旧日琉マイクロ回線をカラー化（奄美群島も同時）。[注 7][18][19][20][21]
- 1973年（昭和48年）11月1日 - 通信途絶にならない為の更なる対策として、以下の対策が施行された。
  - 今迄北日本ループと東日本ループの東京以外の共通拠点（横手山と薬師）を東日本ループ専用にし、今迄それらを経由していた北日本ループの長野-小木ノ城間に全く新たな拠点を設置して、各ループの相互使用を無くし、回線・中継拠点共に完全独立させた。[注 8][22]
  - 東日本ループ回線の経由地である横手山と北日本ループ回線の拠点の1つである長野間を、トラブル時のバックアップ機能としての使用を強化した。[22]
  - 北日本ループ内の甲地中継局が廃止され、新たに八戸中継局が設置される。これに伴い、甲地 - 平内（ - 青森）のルートが廃止され、代わりに八戸 - 奥入瀬 - 烏帽子 - 平内（ - 青森）のルートに変更される。[22]
- 1979年（昭和54年）
  - 8月8日 - 東日本ループ内で、音声多重（ステレオ・2重音声）化整備が完了、運用開始。[注 9][23][24]
  - 12月1日 - 大阪 - 岡山 - 広島 - 山口 - 福岡間の音声多重化整備が完了、運用開始。[注 10][25][26]
  - 12月20日 - 全国の音声多重化整備が完了。[25]
- 1985年（昭和60年）4月1日 - 電電公社からNTTに移管される。
- 1999年（平成11年）4月1日以降 - NTT分割により発足したNTTコミュニケーションズが回線を保有[注 11]。
- 2004年（平成16年）3月頃 - NHKの回線が、全国回線・道内回線・アナログ放送・デジタル放送とも、光ファイバー伝送のデジタル回線に完全移行。
- 2006年（平成18年）6月4日深夜 - 全民放127局が利用する全国回線がデジタル回線に完全移行し[27]、マイクロ波を用いた中継回線は役目を終えた。
- 2012年（平成24年）11月25日深夜 - 全民放127局の放送終了後、民放のデジタル回線は全国一斉に民間放送テレビジョン中継ネットワーク（新民放テレビ中継回線）へ切替えられた。民放各社はこの回線により、指定した時間・局間で、非圧縮のハイビジョン映像を、正確にかつ安定して伝送している。

- 2025年（令和7年）7月1日 - NTT中継回線を運営するNTTコミュニケーションズが、NTTドコモビジネスに社名変更。

## 傍受問題
かつてNTT中継回線の主幹部はマイクロ波による無線回線であったことから、一定の条件さえ揃えば、容易に傍受できる問題があった。当初は素人が簡単に傍受できるものではなかったが、衛星放送の実用化に伴い、一部の使用周波数が市販のアナログBSチューナーでも簡易的に受信可能となった。
NTT中継回線は、以下のような意図で受信された。
- キー局のみで放送される一部のローカル番組やニュースのローカル部分を、他の地方で見ることができた。
- 一部の生放送番組は、CM中のスタジオの様子や、中継先でスタンバイ中のアナウンサーの様子がそのまま回線に乗っていたため、アナウンサーの素の表情を垣間見られることがあった。
- 素材回線を傍受すれば、カットされたり、モザイクやぼかし処理などの編集を施す前の報道映像を見ることができた（ただし、発局が編集を施していない映像のみ）。

回線の具体的ルートについてはNTTの社内秘とされていたが、一部マニア向け雑誌にそのルートが各中継地点（中継局）とともに詳細に紹介され、加えてその傍受方法まで紹介されたことから、傍受者が増加、関係者は対策の構築を迫られた。従来、運営事業者の課題は回線ジャックやテロリズム等の破壊活動の防止であったが、むしろ通信内容の漏洩が問題となった。
当初は一部マニアのひそかな楽しみであったが、次第にエスカレートし、水面下でその通信内容などが流通、ついにはその内容を窃用した者が逮捕されるに至った。
NHKが2004年（平成16年）に、民放各社は2006年（平成18年）6月に秘匿性の高い光ファイバーに移行されて以降は、容易に傍受されることはなくなったが、それまでの間、漏洩は事実上黙認され、放置されていた。

## 北海道内の回線事情
北海道内民放各局の道内回線（全道ライン/ルートは札幌⇔室蘭⇔函館および、札幌⇔旭川⇔網走(北見)⇔釧路⇔帯広）は、民放の全国ラインの完全デジタル化後も、アナログ放送だけは引き続きマイクロ波を用いていたが、こちらも運用を終了した。
マイクロ波はその後、地上デジタル放送の道内主要地域（旭川・函館・室蘭・帯広・網走（北見）・釧路）にある中継局、いわゆる「道内基幹局」の試験電波発射・放送開始を目処にデジタル回線に移行された。
道内の民放各局による道内基幹局へのデジタル回線は、NTTに代わって、北海道電力系の通信会社である北海道総合通信網（HOTnet）所有の光ファイバー回線が使用されており、各局の本社が置かれている札幌から、基幹送信所のある旭川・函館・室蘭・帯広・網走（北見）・釧路へ、中継点を経由せず直接結ばれている。
しかしテレビ北海道（TVh）は、長期不況で経営不振がなおも続いていることから、道央・道北の一部と道東全域においては、アナログ放送に続き、地上デジタル放送でも開局出来ない状態で、2011年（平成23年）7月24日の地デジ完全移行以後も、道央・道北のアナログ未開局中継局のデジタル新局開局にとどまる予定となっていた。
2010年（平成22年）、TVhの送信所・中継局のうち、「当初は地デジでもカバーされない」とされていた道東基幹局に関しては、同年11月26日に成立した2010年度補正予算から、総務省が所管する地域活性化枠に盛り込まれていた「後発民放局支援スキーム」を使って、地デジ完全移行直後に開局することが、12月21日に佐々木邦佳社長（当時）から発表され、24日に事業許可が下りた。2011年6月1日、TVhが免許申請していた道東基幹局に予備免許が交付され、同年8月から11月にかけて開局することになった。
これにより、全道の基幹局に関しては、TVhを含む全てのテレビ局で整備が終了した。
また、当初はTVh以外の民放も含め、既にアナログ中継局が開局している道内の他の地域でも、現在の160局強のうち100局程度のデジタル中継局は、2011年7月24日までの開局が困難な状況とみられていた。しかし、2010年12月までに、道内のすべての地域で中継局の設置が完了し、残る地域も、ケーブルテレビやブロードバンド、ギャップフィラーでカバーすることが決まったため、こうした状況は解消された。
かつて、民放各局の道内回線は、NTTとHOTnetの2系統で敷かれており、2004年（平成16年）以降、全道で終夜放送を行うため、2社の回線を相互に切り替えて運用されていたが、2008年（平成20年）までにHOTnetへ一本化された。
NTTの全道ラインはマイクロ波を利用していたにもかかわらず、全国ラインに比べ、料金が非常に高かった。そのため、道内民放テレビ各局のアナログ放送は、札幌圏と札幌圏以外でサービス内容が異なるという、北海道以外の地域ではまったく考えられないような特殊な問題点があった。
1. テレビの音声多重放送[注 18]
2. 終夜放送（深夜に特別編成や報道特別番組があるときなど、特殊な場合を除く。）
3. TVhの全道向けの放送[注 19]

その後、料金が割安であるHOTnetの光回線に移行したため、上記3つの問題点は大幅に解消された。
特に、札幌圏以外のアナログ放送では1度も実施されないまま終了した民放各局の音声多重放送が、デジタル放送では全道で受信できるようになり、さらに道東で放送されていなかったTVhは、総務省による「後発民放局支援スキーム」を利用して、2011年の地デジ完全移行後、帯広・北見（網走）・釧路の各送信所と、北見送信所を補完する新北見中継局がそれぞれ開局したことから、、受信環境が劇的に改善された。
一方、NTTの全道ラインの場合、テストパターンが流れている間は、電話で117番にかけなくても、実質無料で時報を聴くことができた。

## ラジオ放送におけるNTT中継回線
ラジオ放送におけるラジオネットワーク等を通じての全国ネットには、ISDNなどの電話回線や、光ファイバー回線を利用した帯域保証型IP回線・VPN回線が用いられることが一般的である。